# Gare de Shimo-Amazu
La gare de Shimo-Amazu (下天津駅, Shimo-Amazu-eki) est une gare ferroviaire localisée dans la ville de Fukuchiyama, dans la préfecture de Kyoto, au Japon. La gare est exploitée par la compagnie Kyoto Tango Railway, sur la ligne Miyafuku .

## Disposition des quais
La gare de Shimo-Amazu est une gare disposant d'un quai et d'une voie.
| N° de voie | Ligne          | Direction   |
| ---------- | -------------- | ----------- |
| 1          | ▆ KTR Miyafuku | Miyazu      |
| 1          | ▆ KTR Miyafuku | Fukuchiyama |

## Gares/Stations adjacentes
| Kyoto Tango Railway |                |                |                |                       |
| Direction Miyazu    | Ligne Miyafuku | Ligne Miyafuku | Ligne Miyafuku | Direction Fukuchiyama |
| Gujō F06            |                | -              |                | Maki F04              |